# 呂桂花
呂桂花，台灣女子足球教練，她目前執教於國立台灣體育運動大學體育系，並擔任中華台北女子足球代表隊的主教練。
1987年呂桂花前往京都教育大學進修，隨後並取得碩士學位，回到台灣之後，她進入國立台灣體育學院任教，並擔任該校女子足球隊的教練。1999年，她被指派為中華台北隊的助理教練，並於2003年，她成為中華台北隊史上第一名女性主教練。

## 執教經歷
由於台中藍鯨女子足球隊原先的總教練堀野博幸受到中華民國足球協會的青睞而轉任中華台北女子足球代表隊，因此原先是堀野博幸助手的呂桂花接替總教練一職並帶領台中藍鯨贏得2018年台灣木蘭足球聯賽及2019年台灣木蘭足球聯賽的冠軍，達成了三連霸且兩度獲得了最佳教練獎。此外，2019年時還因長期於全臺灣教導小球員、巡迴開設足球學校，而獲得亞洲足球聯盟頒發的亞足聯草根領袖獎

## 資料來源
1. ↑  . NOWnews. 2003年2月11日.
2. ↑  . 麗台運動報. 2018-10-20  [2018-12-01]. （原始内容存档于2018-12-01） （中文（臺灣））.
3. ↑  李弘斌. . 中國時報. 2019-12-28  [2020-01-22]. （原始内容存档于2019-12-29） （中文（臺灣））.
4. ↑  李弘斌. . 中國時報. 2019-11-20  [2020-01-22]. （原始内容存档于2019-11-21） （中文（臺灣））.